# Zé Alcino
José Alcino Rosa, mais conhecido como Zé Alcino (São Borja, 8 de junho de 1974), é um ex-futebolista brasileiro que atuava como atacante.
Ele é tio do atacante Samuel Rosa Gonçalves, que jogou nas categorias de base do Internacional e foi revelado pelo Fluminense.

## Carreira
Iniciou carreira na equipe da sua cidade, a Sociedade Esportiva São Borja, onde permaneceu de 1992 a 1994. Despontou na segunda divisão gaúcha de 1994, quando marcou 23 gols.
Em 1995, foi emprestado para o Internacional. Não foi titular incontestável do time treinado por Abel Braga e, ao final do Brasileirão, tendo marcado apenas um gol em toda a campanha, foi devolvido.
O jogador ganhou destaque atuando no Grêmio, clube pelo qual chegou em 1996 e ganhou vários títulos de expressão. Já na primeira rodada do Gauchão de 1996, marcava o primeiro de seus 12 gols naquela temporada com a camisa gremista. Foi um dos grandes destaques do time campeão do Campeonato Gaúcho daquele ano e também faz parte do time que ganha a Recopa Sul-Americana em cima do Independiente, também no primeiro semestre. Ainda em seu primeiro ano pelo Grêmio, Zé Alcino faz com Paulo Nunes a dupla de ataque do time campeão do Brasileirão daquele ano.
No ano seguinte, acaba tendo também grande importância na conquista do título da Copa do Brasil de 1997, onde novamente era um dos destaques do time gremista campeão.
Ainda pelo Tricolor Gaúcho, em 29 de agosto de 1999, em uma partida contra o Flamengo, válida pelo Campeonato Brasileiro e disputada no Estádio do Maracanã, Zé Alcino marcou três gols na vitória gremista de 4 a 3 sobre o Rubro-Negro Carioca, recebendo então, a alcunha de Zé do Maraca.
No total, Zé Alcino atuou durante três temporadas no Grêmio, entrando em campo em 185 jogos e marcando 48 gols.
Foi negociado com Nancy, da França e atuou no futebol europeu de 1999 a 2001.
Após o desligamento da equipe francesa, foi para o Inter de Xangai, onde jogou com os chineses de 2002 a 2005. Em 2003, foi vice-campeão chinês. Ficou afastado de partidas oficiais em 2005 por ter uma pendência com o clube, onde não recebeu os salários corretamente.
Retornou ao Brasil para defender o São José-RS em 2006, Clube Esportivo Bento Gonçalves em 2007, Novo Hamburgo em 2008 e pelo Esporte Clube Avenida em 2009, seu último clube.

## Títulos
Grêmio
- Recopa Sul-Americana: 1996
- Campeonato Gaúcho: 1996 e 1999
- Campeonato Brasileiro: 1996[19]
- Copa do Brasil: 1997
- Copa Sul: 1999